# Gisela Habsbursko-Lotrinská
Arcivévodkyně Gisella Habsbursko-Lotrinská (celým jménem Gisella Louise Marie arcivévodkyně Rakouská, princezna Bavorská, 12. července 1856, Laxenburg, Rakousko – 27. července 1932 Mnichov), byla rakouská arcivévodkyně a princezna, dcera císaře Františka Josefa I. a císařovny Alžběty, zvané Sisi.

## Původ a mládí

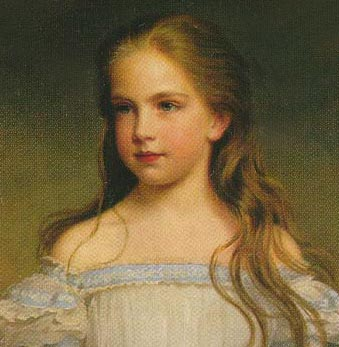
Gisela jako dítě

Byla druhorozenou dcerou císaře Františka Josefa I. a císařovny Alžběty, zvané Sisi. Byla sice pokřtěna jako Gisella, ovšem sama své jméno psala výhradně jen s jedním L. Stejně jako její bratr byla vychovávána svou babičkou z otcovy strany, arcivévodkyní Žofií. Její starší sestra Žofie Frederika zemřela v kojeneckém věku na tyfoidní infekci. Se svojí matkou Alžbětou měla chladný vztah, naproti tomu si byla velmi blízká se svým mladším bratrem, korunním princem Rudolfem. I po svatbě a přesídlení do Bavorska zůstávali oba sourozenci ve spojení. S Rudolfovou sebevraždou se nemohla do konce svého života vyrovnat.

## Manželství

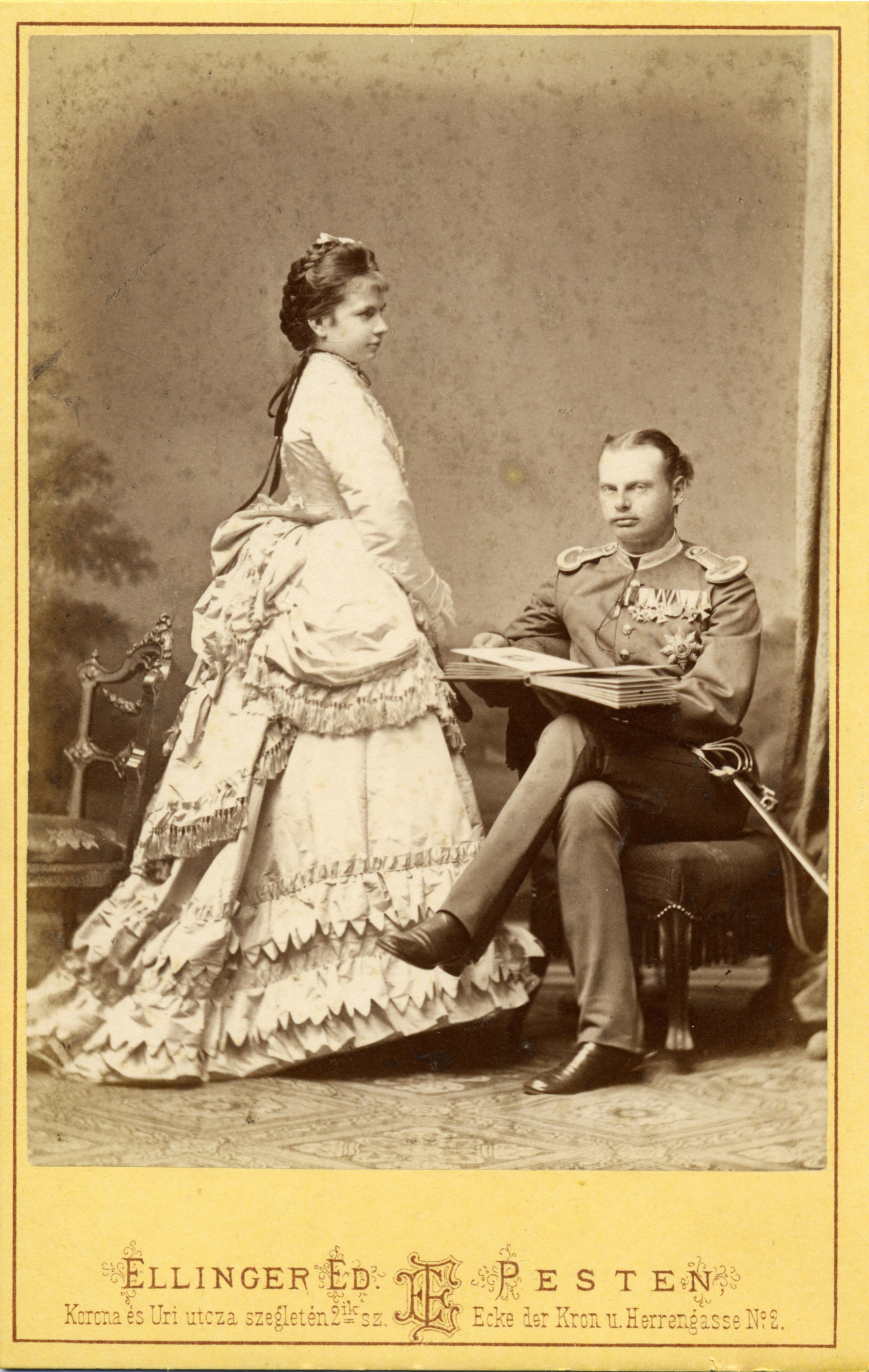
Gisela a Leopold

20. dubna 1873 se provdala ve Vídni za svého bratrance 2. stupně Leopolda prince Bavorského, syna prince regenta Luitpolda Bavorského a jeho ženy arcivévodkyně Augusty Ferdinandy. Svatebním darem dostali od císaře pozdější Palais Luitpold v Mnichově. V Bavorsku byla manželovou rodinou vřele přijata. Mladí manželé bydleli v paláci v mnichovské čtvrti Schwabing, kde přivedli na svět čtyři děti. Hned po svatbě byla ulice naproti paláci pojmenována na její počest Giselastraße. Roku 1898 zdědila po své matce zámeček Achilleon, ležící na ostrově Korfu.
Její manžel zastával významnou funkci v Rakousko-uherské armádě, v níž dosáhl hodnosti polního maršála. V roce 1913 sice odešel do penze, ale po vypuknutí 1. světové války byl v roce 1915 povolán zpět do služby a velel bojům na východní frontě.

## Dobročinné aktivity
Její život byl zasvěcen sociální a náboženské angažovanosti. Zakládala charity pro chudé, hluché a nevidomé a během první světové války nechala ve svém mnichovském paláci zřídit lazaret. Stala se rovněž patronkou mnichovského gymnázia, které dodnes nese její jméno. Když v roce 1918 vypukla v Rakousko-Uhersku revoluce, celá její rodina uprchla z města, ale Gisela zůstala a v roce 1919 se účastnila voleb, v nichž měly ženy nad 20 let poprvé možnost volit.

## Stáří
20. dubna 1923 oslavila s Leopoldem zlatou svatbu. Po 57 letech manželství pak Leopold zemřel dne 28. září 1930. Ona sama jej přežila o necelé 2 roky, zemřela jako poslední z císařských sourozenců ve věku 76 let a je pohřbena po manželově boku v kostele sv. Michaela v Mnichově.

## Potomci
- Alžběta Marie (8. ledna 1874 – 4. března 1957), ⚭ 1893 Otto Ludwig Philipp von Seefried auf Buttenheim, baron z Hagenbachu (26. září 1870 – 5. září 1951), roku 1904 povýšen do hraběcího stavu
- Augusta Marie (28. dubna 1875 – 25. června 1964), ⚭ 1893 Josef August Rakouský (9. srpna 1872 – 6. července 1962), rakouský arcivévoda
- Jiří František (2. dubna 1880 – 31. května 1943), ⚭ 1912 Isabela Rakousko-Těšínská (17. listopadu 1888 – 6. prosince 1973), rozvedeni od roku 1913 [1][2][3][4][5][6][7]
- Konrád Luitpold (22. listopadu 1883 – 6. září 1969), ⚭ 1921 Maria Bona Savojsko-Janovská (1. srpna 1896 – 2. února 1971)

## Zajímavosti
Byla po ní pojmenována celá jedna rakouská železniční trať: Giselabahn ze stanice Salzburg Hauptbahnhof do stanice Wörgl Hauptbahnhof přes Bischofshofen, Zell am See a Kitzbühel. Giselabahn (nebo též Salzburg-Tiroler-Bahn) tvoří součást Trati císařovny Alžběty, pojmenované po Giselině matce. Její trasa vede z Vídně přes Linec a Welsu do Pasova a také přes Wels, Salcburk a Zell am See do Wörglu, jež tvoří druhou část rakouského Západního koridoru (Vídeň - Lindava).
Také kolesový parník Gisela z roku 1871, který ještě dnes čeří vodu Travenského jezera, je pojmenován po císařské dceři.
V obci Prameny se nachází minerální prameny Gisela a Rudolf, které vyvěrají hned vedle sebe. Jsou pojmenovány po Gisele a jejím bratru Rudolfovi.

## Vyznamenání
- dáma Řádu hvězdového kříže – Rakousko-Uhersko[8]
- velkokříž Řádu Alžběty – Rakousko-Uhersko[8]
- dáma Řádu Terezy – Bavorské království[8]
- dáma Řádu svaté Alžběty – Bavorské království[8]
- dáma Řádu svaté Isabely – Portugalské království[8]
- 601. dáma Řádu královny Marie Luisy – Španělsko, 29. ledna 1863[8][9]

## Vývod z předků
|                             |                                      |  |                |                                        |  |  |  |  |  |  |  | Leopold II. |
|                             |                                      |  |                |                                        |  |  |  |  |  |  |  |             |
|                             | František I. Rakouský                |  |                |                                        |  |  |  |  |  |  |  |             |
|                             |                                      |  |                |                                        |  |  |  |  |  |  |  |             |
|                             |                                      |  |                | Marie Ludovika Španělská               |  |  |  |  |  |  |  |             |
|                             |                                      |  |                |                                        |  |  |  |  |  |  |  |             |
|                             | František Karel Habsbursko-Lotrinský |  |                |                                        |  |  |  |  |  |  |  |             |
|                             |                                      |  |                |                                        |  |  |  |  |  |  |  |             |
|                             |                                      |  |                | Ferdinand I. Neapolsko-Sicilský        |  |  |  |  |  |  |  |             |
|                             |                                      |  |                |                                        |  |  |  |  |  |  |  |             |
|                             | Marie Tereza Neapolsko-Sicilská      |  |                |                                        |  |  |  |  |  |  |  |             |
|                             |                                      |  |                |                                        |  |  |  |  |  |  |  |             |
|                             |                                      |  |                | Marie Karolína Habsbursko-Lotrinská    |  |  |  |  |  |  |  |             |
|                             |                                      |  |                |                                        |  |  |  |  |  |  |  |             |
|                             | František Josef I.                   |  |                |                                        |  |  |  |  |  |  |  |             |
|                             |                                      |  |                |                                        |  |  |  |  |  |  |  |             |
|                             |                                      |  |                | Fridrich Michal Falcko-Zweibrückenský  |  |  |  |  |  |  |  |             |
|                             |                                      |  |                |                                        |  |  |  |  |  |  |  |             |
|                             | Maxmilián I. Josef Bavorský          |  |                |                                        |  |  |  |  |  |  |  |             |
|                             |                                      |  |                |                                        |  |  |  |  |  |  |  |             |
|                             |                                      |  |                | Marie Františka Falcko-Sulzbašská      |  |  |  |  |  |  |  |             |
|                             |                                      |  |                |                                        |  |  |  |  |  |  |  |             |
|                             | Žofie Frederika Bavorská             |  |                |                                        |  |  |  |  |  |  |  |             |
|                             |                                      |  |                |                                        |  |  |  |  |  |  |  |             |
|                             |                                      |  |                | Karel Ludvík Bádenský                  |  |  |  |  |  |  |  |             |
|                             |                                      |  |                |                                        |  |  |  |  |  |  |  |             |
|                             | Karolína Frederika Vilemína Bádenská |  |                |                                        |  |  |  |  |  |  |  |             |
|                             |                                      |  |                |                                        |  |  |  |  |  |  |  |             |
|                             |                                      |  |                | Amálie Frederika Hesensko-Darmstadtská |  |  |  |  |  |  |  |             |
|                             |                                      |  |                |                                        |  |  |  |  |  |  |  |             |
| Gisela Habsbursko-Lotrinská |                                      |  |                |                                        |  |  |  |  |  |  |  |             |
|                             |                                      |  |                |                                        |  |  |  |  |  |  |  |             |
|                             |                                      |  | Vilém Bavorský |                                        |  |  |  |  |  |  |  |             |
|                             |                                      |  |                |                                        |  |  |  |  |  |  |  |             |
|                             | Pius Augustus Bavorský               |  |                |                                        |  |  |  |  |  |  |  |             |
|                             |                                      |  |                |                                        |  |  |  |  |  |  |  |             |
|                             |                                      |  |                | Maria Anna Falcko-Zweibrückenská       |  |  |  |  |  |  |  |             |
|                             |                                      |  |                |                                        |  |  |  |  |  |  |  |             |
|                             | Maxmilián Josef Bavorský             |  |                |                                        |  |  |  |  |  |  |  |             |
|                             |                                      |  |                |                                        |  |  |  |  |  |  |  |             |
|                             |                                      |  |                | Louis-Marie z Arenbergu                |  |  |  |  |  |  |  |             |
|                             |                                      |  |                |                                        |  |  |  |  |  |  |  |             |
|                             | Amálie Luisa Arenbergová             |  |                |                                        |  |  |  |  |  |  |  |             |
|                             |                                      |  |                |                                        |  |  |  |  |  |  |  |             |
|                             |                                      |  |                | Marie Adélaïde Julie de Mailly         |  |  |  |  |  |  |  |             |
|                             |                                      |  |                |                                        |  |  |  |  |  |  |  |             |
|                             | Alžběta Bavorská                     |  |                |                                        |  |  |  |  |  |  |  |             |
|                             |                                      |  |                |                                        |  |  |  |  |  |  |  |             |
|                             |                                      |  |                | Fridrich Michal Falcko-Zweibrückenský  |  |  |  |  |  |  |  |             |
|                             |                                      |  |                |                                        |  |  |  |  |  |  |  |             |
|                             | Maxmilián I. Josef Bavorský          |  |                |                                        |  |  |  |  |  |  |  |             |
|                             |                                      |  |                |                                        |  |  |  |  |  |  |  |             |
|                             |                                      |  |                | Marie Františka Falcko-Sulzbašská      |  |  |  |  |  |  |  |             |
|                             |                                      |  |                |                                        |  |  |  |  |  |  |  |             |
|                             | Ludovika Bavorská                    |  |                |                                        |  |  |  |  |  |  |  |             |
|                             |                                      |  |                |                                        |  |  |  |  |  |  |  |             |
|                             |                                      |  |                | Karel Ludvík Bádenský                  |  |  |  |  |  |  |  |             |
|                             |                                      |  |                |                                        |  |  |  |  |  |  |  |             |
|                             | Karolína Frederika Vilemína Bádenská |  |                |                                        |  |  |  |  |  |  |  |             |
|                             |                                      |  |                |                                        |  |  |  |  |  |  |  |             |
|                             |                                      |  |                | Amálie Hesensko-Darmstadtská           |  |  |  |  |  |  |  |             |
|                             |                                      |  |                |                                        |  |  |  |  |  |  |  |             |